# 谷戸町
谷戸町（やとちょう）は、東京都西東京市の地名。現行行政地名は谷戸町一丁目から谷戸町三丁目。住居表示実施済み区域である。郵便番号は188-0001。

## 地理
西東京市の西部に位置する。町域は概ね平坦で三角形に近い形をしている（北が狭く南が広い）。主に住宅地及び商業地として利用される。

東は住吉町、南は北原町、南西は緑町、西はひばりが丘に隣接する。南から時計回りに谷戸町一～三丁目が設置されている。

### 河川
- 新川 ｰｰｰ (白子川水系（大泉堀）廃河川)

### 面積と人口
丁目毎の面積 、人口と世帯数、および人口密度は以下の通りである。（2018年（平成30年）1月1日現在）
| 丁目         | 面積    | 人口    | 人口    | 人口     | 世帯数    | 人口密度       | 備考                            |
| 丁目         | 面積    | 男      | 女      | 計       | 世帯数    | 人口密度       | 備考                            |
| ------------ | ------- | ------- | ------- | -------- | --------- | -------------- | ------------------------------- |
| 谷戸町一丁目 | 0.19km2 | 1,409人 | 1,519人 | 2,928人  | 1,378世帯 | 15,410.5人/km2 |                                 |
| 谷戸町二丁目 | 0.25km2 | 3,338人 | 3,643人 | 6,981人  | 2,718世帯 | 27,924.0人/km2 | 西東京市で最も 人口密度が高い。 |
| 谷戸町三丁目 | 0.24km2 | 1,690人 | 1,881人 | 3,571人  | 1,749世帯 | 14,879.2人/km2 |                                 |
| 計           | 0.68km2 | 6,437人 | 7,043人 | 13,480人 | 5,845世帯 | 19,823.5人/km2 |                                 |

### 小・中学校の学区
市立小・中学校に通う場合、学区は以下の通りとなる。
| 丁目         | 街区                          | 小学校                   | 中学校                     |
| ------------ | ----------------------------- | ------------------------ | -------------------------- |
| 谷戸町一丁目 | 全域                          | 西東京市立谷戸第二小学校 | 西東京市立田無第二中学校   |
| 谷戸町二丁目 | 1番20〜21号、75号 1番77〜78号 | 西東京市立中原小学校     | 西東京市立ひばりが丘中学校 |
| 谷戸町二丁目 | その他                        | 西東京市立谷戸小学校     | 西東京市立田無第二中学校   |
| 谷戸町三丁目 | 全域                          | 西東京市立谷戸第二小学校 | 西東京市立田無第二中学校   |

### 地価
住宅地の地価は、2017年（平成29年）7月1日の公示地価によれば、谷戸町3-4-14の地点で25万5000円/m2となっている。

## 歴史
明治以前には、武蔵国多摩郡田無村に属していた。旧田無市地域である。中世は田無村の中心村落は谷戸地区であったが、江戸期の青梅街道開削の際に青梅街道沿いに集落が移され、中心は現在の田無町・南町の地域に移っている。。

### 地名の由来
旧田無市の字谷戸の一部を町域とすることより。谷戸の語源は谷あいの地を意味する。

### 沿革
- 1967年（昭和42年）10月1日 田無市が住居表示を実施。
  - 字谷戸の一部をもって谷戸町が設置される。
- 2001年（平成13年）1月21日 保谷市と田無市が合併して西東京市発足。西東京市谷戸町となる。

## 交通

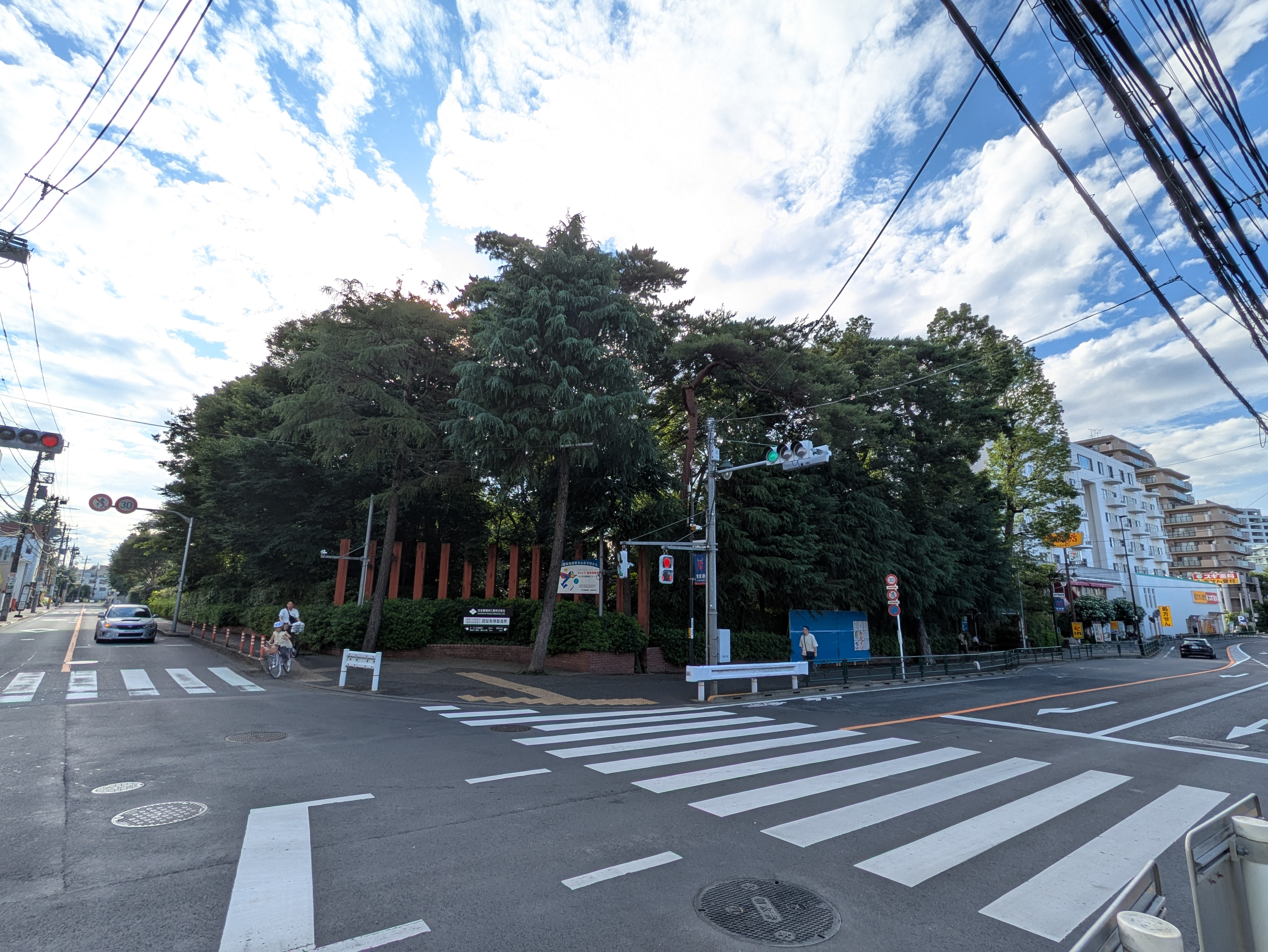
都道112号線 西東京市谷戸町一丁目付近

### 鉄道
| 隣接地域する街区の駅             |
| -------------------------------- |
| 西武池袋線 - ひばりヶ丘駅(SI 13) |

町域北端に隣接する形で西武池袋線のひばりヶ丘駅が存在する。(所在地は西東京市住吉町)

### バス
- 西武バス滝山営業所西原車庫が存在。

ひばりヶ丘駅バス停を発着する西武バスが町域を走っている。谷戸新道沿いにひばりヶ丘駅入口、谷戸イチョウ公園、谷戸、住友重機械工業前、谷戸小学校、谷戸住宅の各停留所がある（小谷戸は北原町に所在）。また、コミュニティバスのはなバスに谷戸北停留所がある。

### 道路
- 東京都道112号ひばりケ丘停車場線（谷戸新道）

## 施設
- 西東京市立谷戸第二小学校（谷戸小学校は緑町に所在）
- 谷戸のびのび保育園
- 三井住友銀行ひばりヶ丘支店
- りそな銀行ひばりヶ丘支店
- 住友重機械工業田無製造所
- 西東京市谷戸公民館・谷戸図書館
- 谷戸せせらぎ公園
- 西友ひばりヶ丘店 - 所在地は住吉町三丁目であるが、谷戸町三丁目にまたがって建っている。